# Nervilia taitoensis
Nervilia taitoensis är en orkidéart som först beskrevs av Bunzo Hayata, och fick sitt nu gällande namn av Rudolf Schlechter. Nervilia taitoensis ingår i släktet Nervilia och familjen orkidéer. Inga underarter finns listade i Catalogue of Life.